# Seznam chráněných území v okrese Liptovský Mikuláš
Toto je seznam chráněných území v okrese Liptovský Mikuláš aktuální k roku 2017, ve kterém jsou uvedena chráněná území v oblasti okresu Liptovský Mikuláš.
| Kód  | Obrázek                    | Typ | Název                      | Rozloha (ha) | Galerie Commons                                             | Popis území | Souřadnice                            |
| ---- | -------------------------- | --- | -------------------------- | ------------ | ----------------------------------------------------------- | ----------- | ------------------------------------- |
| 215  |                            | CHA | Bodický rybník             | 18,5703      |                                                             |             |                                       |
| 239  | Demänovská Dolina          | NPR | Demänovská dolina          | 836,8800     | Kategorie „Demänovská dolina“ na Wikimedia Commons          |             | 48°59′47″ s. š., 19°34′57″ v. d.      |
| 1208 |                            | CHA | Demänovská slatina         | 1,6664       |                                                             |             |                                       |
| 240  |                            | NPP | Demänovský jeskynní systém | x            |                                                             |             | 49°0′18″ s. š., 19°35′13″ v. d.       |
| 246  | Ďumbier                    | NPR | Ďumbier                    | 2 043,7600   | Kategorie „ Ďumbier“ na Wikimedia Commons                   |             | 48°56′10″ s. š., 19°38′21″ v. d.      |
| 253  |                            | PP  | Háje                       | 0,0800       |                                                             |             |                                       |
| 266  | Arboretum Liptovský Hrádok | CHA | Arboretum Hrádok           | 7,2403       | Kategorie „Arboretum Liptovský Hrádok“ na Wikimedia Commons |             | 49°2′30″ s. š., 19°43′31″ v. d.       |
| 273  |                            | PP  | Hybická tiesňava           | 11,1800      |                                                             |             |                                       |
| 280  | Závěr Jánské doliny        | NPR | Jánska dolina              | 1 696,5300   |                                                             |             | 49°0′47,99″ s. š., 19°40′24,94″ v. d. |
| 1747 |                            | NPP | Jeskyně Zlomísk            | x            |                                                             |             |                                       |
| 290  |                            | PR  | Jelšie                     | 26,1000      |                                                             |             |                                       |
| 1179 |                            | PP  | Kamenné mlieko             | x            |                                                             |             |                                       |
| 329  | Kvačianská dolina          | NPR | Kvačianska dolina          | 461,7900     | Kategorie „Kvačianska dolina“ na Wikimedia Commons          |             | 49°11′17″ s. š., 19°32′31″ v. d.      |
| 341  |                            | PR  | Machy                      | 25,6100      |                                                             |             |                                       |
| 1181 |                            | PP  | Malá Stanišovská jeskyně   | x            |                                                             |             |                                       |
| 207  |                            | PP  | Mašiansky balvan           | 0,0056       |                                                             |             |                                       |
| 360  | Mních                      | NPR | Mních                      | 74,7500      |                                                             |             | 49°10′29″ s. š., 19°38′25″ v. d.      |
| 367  | Ohnište                    | NPR | Ohnište                    | 852,2600     | Kategorie „Ohnište“ na Wikimedia Commons                    |             | 48°58′59″ s. š., 19°42′55″ v. d.      |
| 1777 |                            | NPP | Okno                       | x            |                                                             |             |                                       |
| 395  | Vstup do prosiecké doliny  | NPR | Prosiecka dolina           | 341,7300     | Kategorie „Prosiecka dolina“ na Wikimedia Commons           |             | 49°10′9″ s. š., 19°29′15″ v. d.       |
| 401  |                            | CHA | Ratkovo                    | 97,5149      |                                                             |             |                                       |
| 412  | Salatín                    | NPR | Salatín                    | 1 192,9900   | Kategorie „Salatín“ na Wikimedia Commons                    |             | 49°12′48″ s. š., 19°41′8″ v. d.       |
| 219  |                            | CHA | Sielnický borovicový háj   | 5,5800       |                                                             |             |                                       |
| 428  |                            | NPP | Stanišovská jaskyňa        | x            |                                                             |             |                                       |
| 1780 |                            | NPP | Starý hrad                 | x            |                                                             |             |                                       |
| 845  | Suchy potok                | NPR | Suchá dolina               | 1 585,5400   | Kategorie „Suchá dolina“ na Wikimedia Commons               |             | 49°11′37″ s. š., 19°36′51″ v. d.      |
| 1797 |                            | NPP | Štefanová                  | x            |                                                             |             |                                       |
| 448  |                            | PR  | Švihrová                   | 5,6472       |                                                             |             |                                       |
| 759  | Tichá dolina               | NPR | Tichá dolina               | 5 966,6400   | Kategorie „Tichá dolina“ na Wikimedia Commons               |             | 49°10′40″ s. š., 19°54′55″ v. d.      |
| 459  |                            | NPR | Turková                    | 107,0000     |                                                             |             |                                       |
| 463  | Važecká jeskyně            | NPP | Važecká jeskyně            | x            | Kategorie „Važecká Cave“ na Wikimedia Commons               |             | 49°2′43″ s. š., 19°57′52″ v. d.       |
| 1755 | Veľká ľadová priepasť      | NPP | Veľká ľadová priepasť      | x            | Kategorie „Veľká ľadová priepasť“ na Wikimedia Commons      |             | 48°58′31″ s. š., 19°42′23″ v. d.      |
| 478  | Vrbické pleso              | NPP | Vrbické pleso              | 0,7300       | Kategorie „Vrbické pleso“ na Wikimedia Commons              |             | 48°58′12″ s. š., 19°34′38″ v. d.      |
| 2265 |                            | NPP | Zápoľná                    | x            |                                                             |             |                                       |
| 1767 |                            | NPP | Záskočská jaskyňa          | x            |                                                             |             |                                       |